# Canal del Futbol
Canal del Fútbol (mer känt som CDF) är en chilensk fotbollskanal som började sända 2003. CDF sänder fotbollsmatcher, reportage och intervjuer rörande den inhemska fotbollsligan  dygnet runt. Ibland sänds den även tillsammans med Canal 13.
Den 16 december 2017 stannade det amerikanska företaget Turner Broadcasting System Latin America med anbudet efter att ha bjudit flera miljoner dollar över Fox Sports med (3,2 miljoner dollar).
Efter försäljningen av kanalen till det amerikanska företaget Turner Broadcasting System Latin America, försvinner CDF som en signal och kommer att ersättas av TNT Sports Chile efter FIFA World Cup 2018.